# Liste der Kulturdenkmäler in Kellenbach
In der Liste der Kulturdenkmäler in Kellenbach sind alle Kulturdenkmäler der rheinland-pfälzischen Ortsgemeinde Kellenbach aufgeführt. Grundlage ist die Denkmalliste des Landes Rheinland-Pfalz (Stand: 2. August 2023).

## Einzeldenkmäler
| Bezeichnung                      | Lage                                  | Baujahr         | Beschreibung | Bild                           |
| -------------------------------- | ------------------------------------- | --------------- | --- | ------------------------------ |
| Evangelische Pfarrkirche         | Lützelsoonstraße Lage                 | 1765            | ehemals St. Veit; romanischer Westturm, spätgotischer Chor, erste Hälfte des 15. Jahrhunderts, spätbarocker Saal, 1765                  | weitere Bilder Fotos hochladen |
| Wasserbehälter                   | Lützelsoonstraße Lage                 | 1913            | teilweise Fachwerk, Heimatstil, bezeichnet 1913                                                                                         | Fotos hochladen                |
| Wohnhaus                         | Lützelsoonstraße 1 Lage               | 1739            | barockes Fachwerkhaus, teilweise massiv, abgewalmtes Mansarddach, bezeichnet 1739; gegenüber Stall, teilweise Fachwerk, 19. Jahrhundert | BW                             |
| Wohnhaus                         | Lützelsoonstraße, zu Nr. 6 Lage       | 19. Jahrhundert | ehemalige evangelische Pfarrscheune; Bruchstein, wohl aus dem 19. Jahrhundert                                                           | Fotos hochladen                |
| Katholische Kirche St. Hildegard | Schiefersteinstraße Lage              | 1912            | kleiner Walmdachbau, Bruchstein, Jugendstil, 1912, Architekt Peter Marx, Trier                                                          | weitere Bilder Fotos hochladen |
| Gasthaus                         | Schiefersteinstraße 14 Lage           | 1868            | einfirstartiger Fachwerkbau, bezeichnet 1868, Tanzsaal aus den 1920er Jahren                                                            | Fotos hochladen                |
| Haustür                          | Schiefersteinstraße, an Nr. 57 Lage   | 1883            | neugotisches Türblatt, bezeichnet 1883                                                                                                  | BW                             |
| Rippas Mühle                     | nördlich des Ortes am Simmerbach Lage | 18. Jahrhundert | eingeschossiger Krüppelwalmdachbau, teilweise Fachwerk, im Kern eventuell aus dem 18. Jahrhundert                                       | BW                             |